# Lopate (Kumanovo)
Lopate (macedónul: Лопате, albánul Llopati) település Észak-Macedóniában, a Északkeleti körzetben, Kumanovo községben.

## Népesség
| Lakosok száma | 967  | 1067 | 1260 | 1602 | 1983 | 585  | 2320 | 2448 | 2063 |
|               | 1948 | 1953 | 1961 | 1971 | 1981 | 1991 | 1994 | 2002 | 2021 |

- 1994-ben 2320 lakosa volt, akik közül 1763 albán (76%), 473 macedón, 74 szerb és 10 egyéb.
- 2002-ben 2448 lakosa volt, akik közül 1886 albán (77%), 478 macedón, 80 szerb és 4 egyéb.